# Lokalbahn Peggau–Übelbach
| Übelbacherbahn an der Südbahn |            |                               |                               |
| Land: | Österreich |                               |                               |
| Bundesland: | Steiermark |                               |                               |
| \| \| \| Südbahn \| \| \| \| 0,0 \| Peggau-Deutschfeistritz \| 446 m ü. A. \| \| \| \| Südbahn \| \| \| \| 0,9 \| Deutschfeistritz Ladestelle \| P-Halt bis 2001 \| \| \| 1,2 \| Deutschfeistritz \| seit 2001 \| \| \| 2,6 \| Zitoll \| seit 1928 \| \| \| 3,3 \| Prenning Viertler \| seit 1988 \| \| \| 4,0 \| Prenning \| Prenning \| \| \| 5,8 \| Waldstein \| Waldstein \| \| \| 7,0 \| Himberg Haltestelle \| seit 1968 \| \| \| 7,7 \| Guggenbach Pulverwerksiedlung \| seit 1988 \| \| \| 8,1 \| Guggenbach Ladestelle \| Guggenbach Ladestelle \| \| \| 8,4 \| Guggenbach \| Guggenbach \| \| \| 8,7 \| Guggenbach Warthkogelsiedlung \| Guggenbach Warthkogelsiedlung \| \| \| 9,7 \| Übelbach Vormarkt \| seit 1988 \| \| \| 10,1 \| Übelbach \| Übelbach \| |            |                               |                               |
| Strecke |            | Südbahn                       | Südbahn                       |
| Bahnhof | 0,0        | Peggau-Deutschfeistritz       | 446 m ü. A.                   |
| Abzweig geradeaus und nach links |            | Südbahn                       | Südbahn                       |
| Dienststation / Betriebs- oder Güterbahnhof | 0,9        | Deutschfeistritz Ladestelle   | P-Halt bis 2001               |
| Haltepunkt / Haltestelle | 1,2        | Deutschfeistritz              | seit 2001                     |
| Haltepunkt / Haltestelle | 2,6        | Zitoll                        | seit 1928                     |
| Haltepunkt / Haltestelle | 3,3        | Prenning Viertler             | seit 1988                     |
| Haltepunkt / Haltestelle | 4,0        | Prenning                      | Prenning                      |
| Bahnhof | 5,8        | Waldstein                     | Waldstein                     |
| Haltepunkt / Haltestelle | 7,0        | Himberg Haltestelle           | seit 1968                     |
| Haltepunkt / Haltestelle | 7,7        | Guggenbach Pulverwerksiedlung | seit 1988                     |
| Dienststation / Betriebs- oder Güterbahnhof | 8,1        | Guggenbach Ladestelle         | Guggenbach Ladestelle         |
| Haltepunkt / Haltestelle | 8,4        | Guggenbach                    | Guggenbach                    |
| Haltepunkt / Haltestelle | 8,7        | Guggenbach Warthkogelsiedlung | Guggenbach Warthkogelsiedlung |
| Haltepunkt / Haltestelle | 9,7        | Übelbach Vormarkt             | seit 1988                     |
| Kopfbahnhof Streckenende | 10,1       | Übelbach                      | Übelbach                      |

Die Lokalbahn Peggau–Übelbach, manchmal auch Landesbahn Peggau–Übelbach oder Übelbacherbahn genannt, ist eine normalspurige S-Bahn-Strecke in der Steiermark.
Die Strecke wird heute von der Steiermarkbahn (StB) betrieben. Sie ist mit 15 kV Wechselstrom mit 16,7 Hz elektrifiziert, wird im Zugleitbetrieb geführt und ist in den Verkehrsverbund Steiermark integriert.

## Geschichte

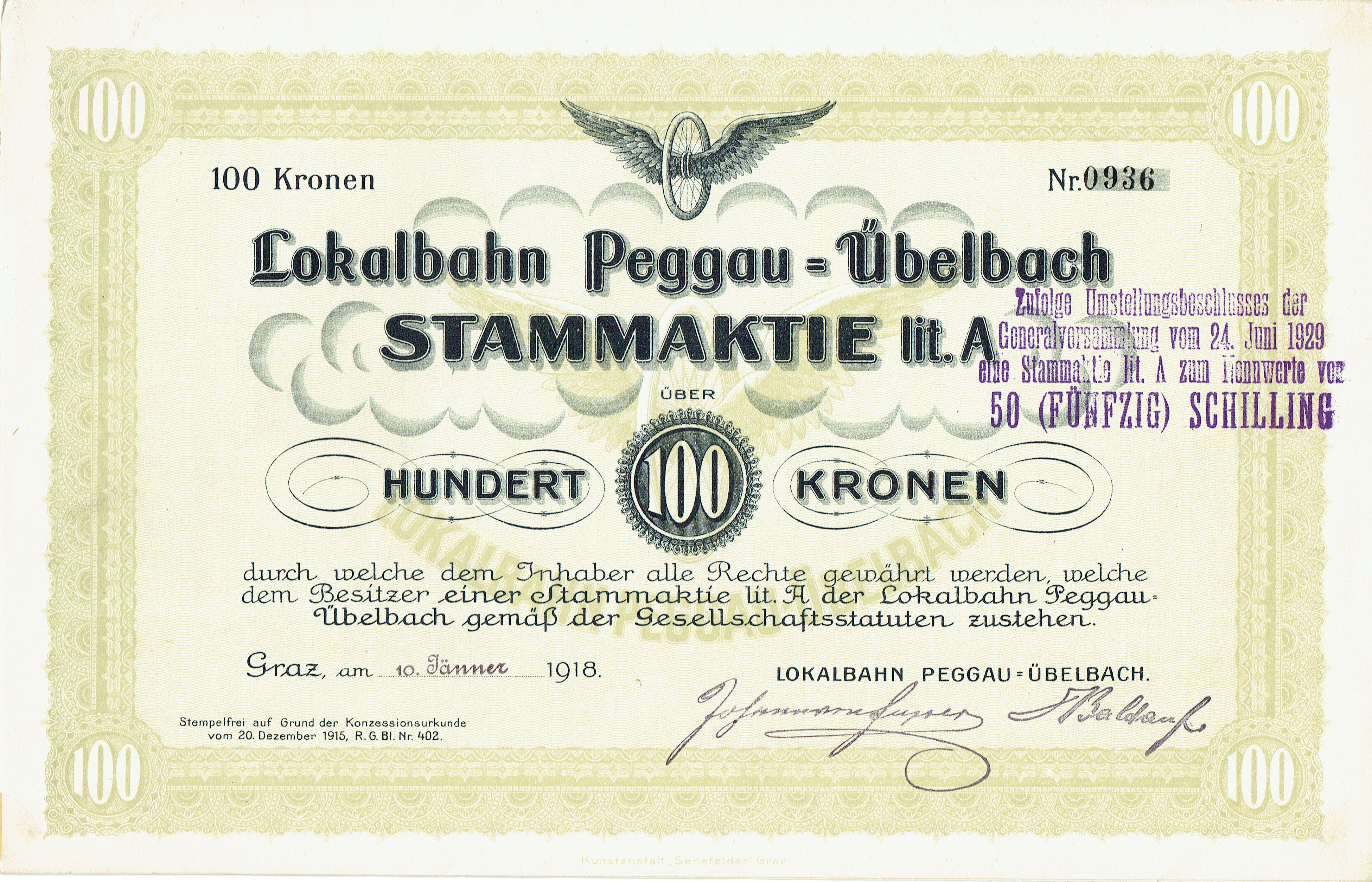
Aktie über 100 Kronen der Lokalbahn Peggau-Übelbach vom 10. Januar 1918

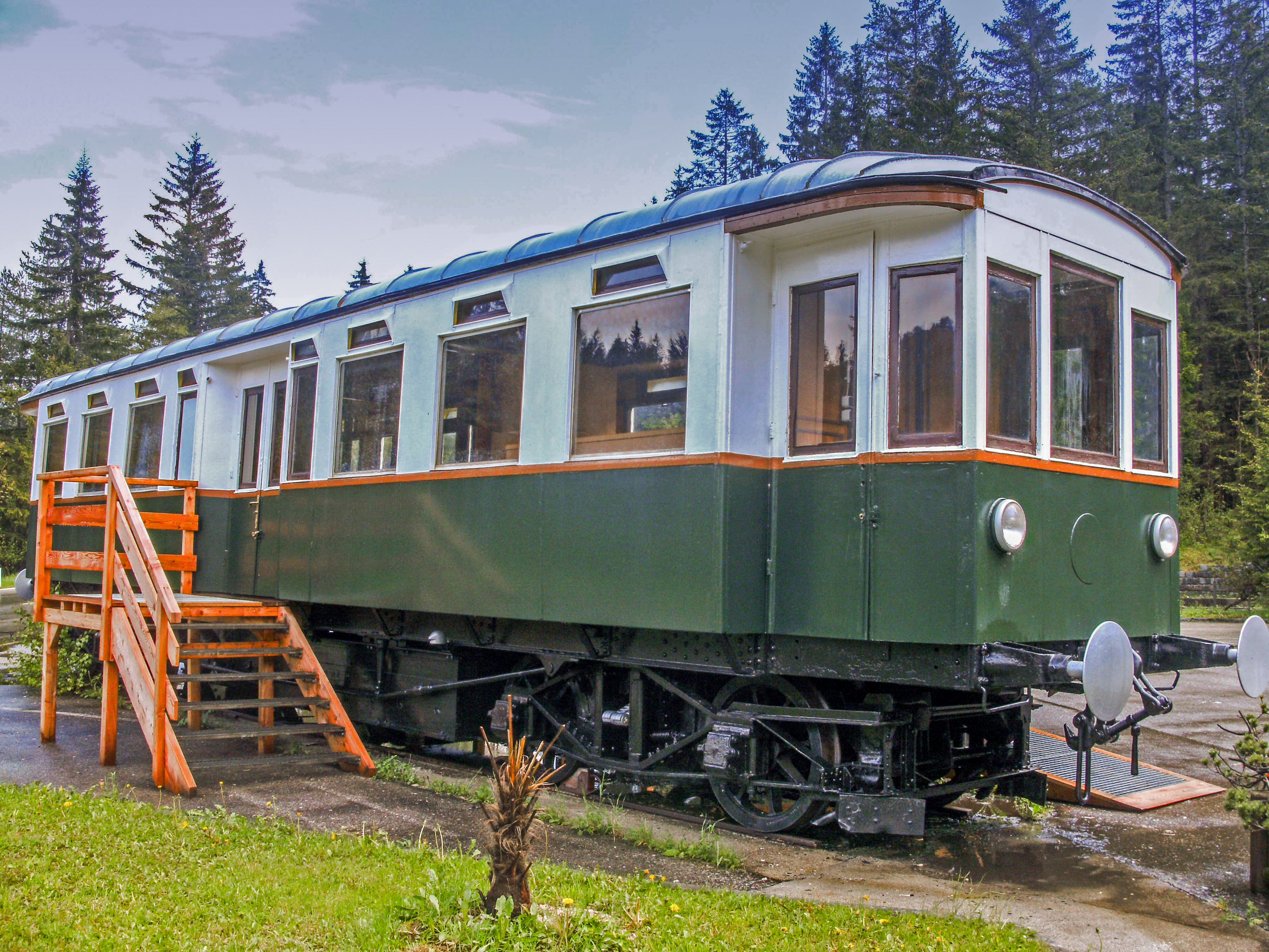
Triebwagen Te 2 von 1928

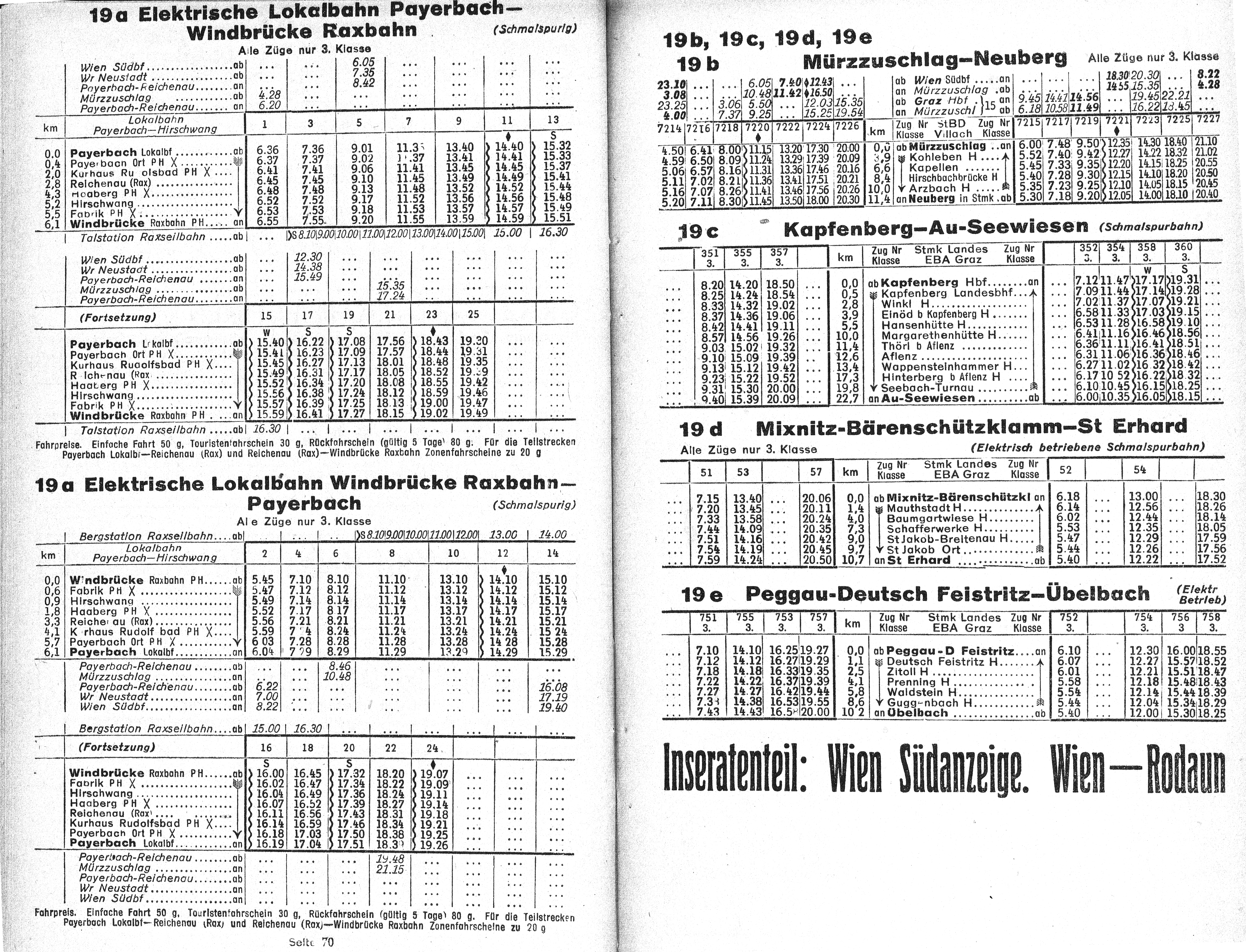
Fahrplan der Übelbacher Bahn (1946/1947)

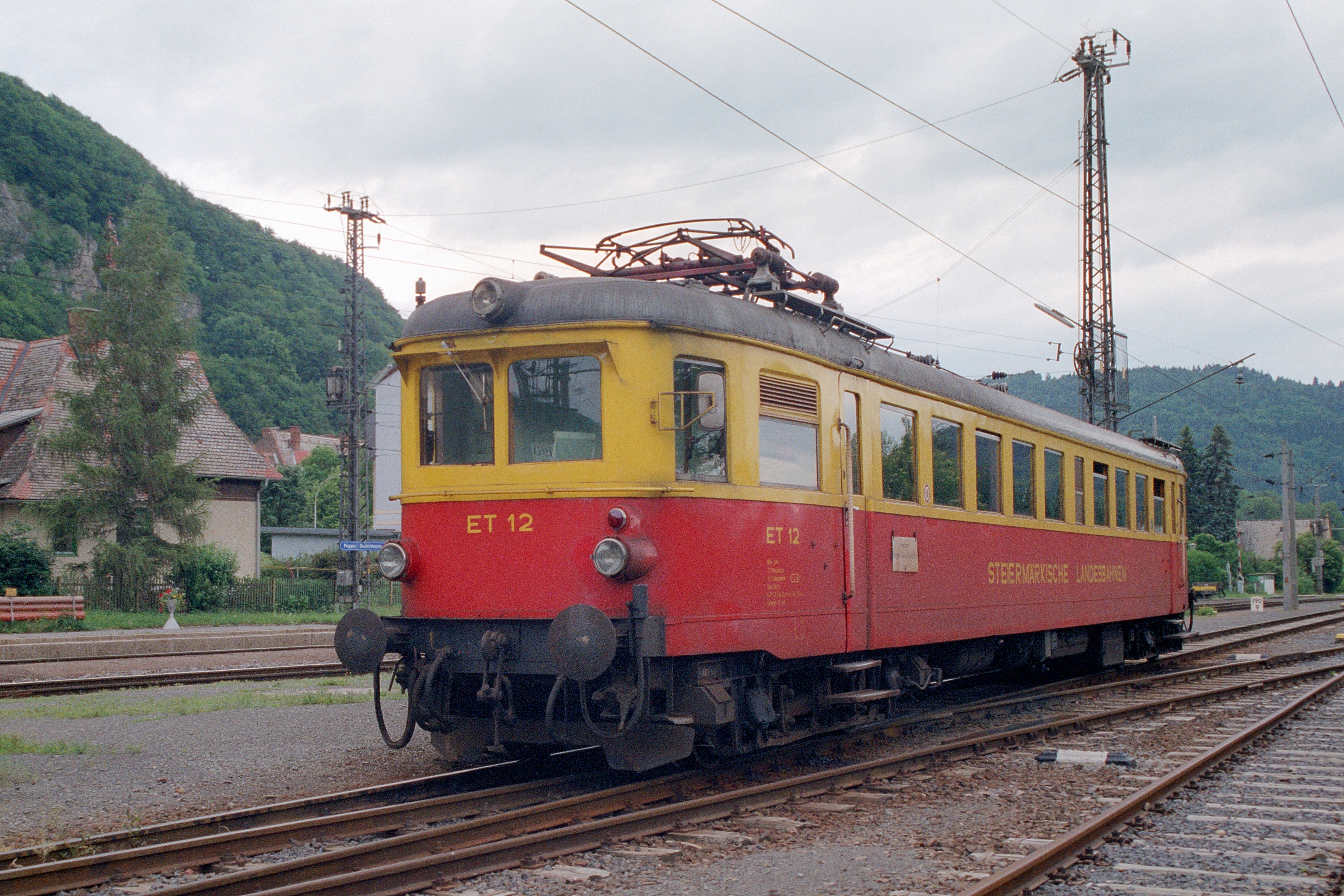
ET 12 in Peggau-Deutschfeistritz, 1992

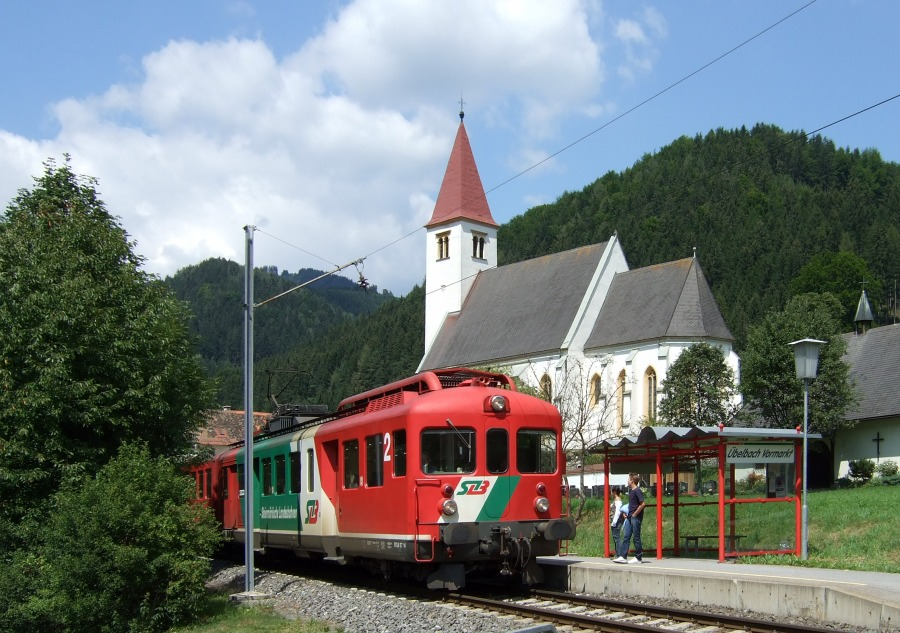
StLB ET 14 in der Haltestelle „Übelbach Vormarkt“

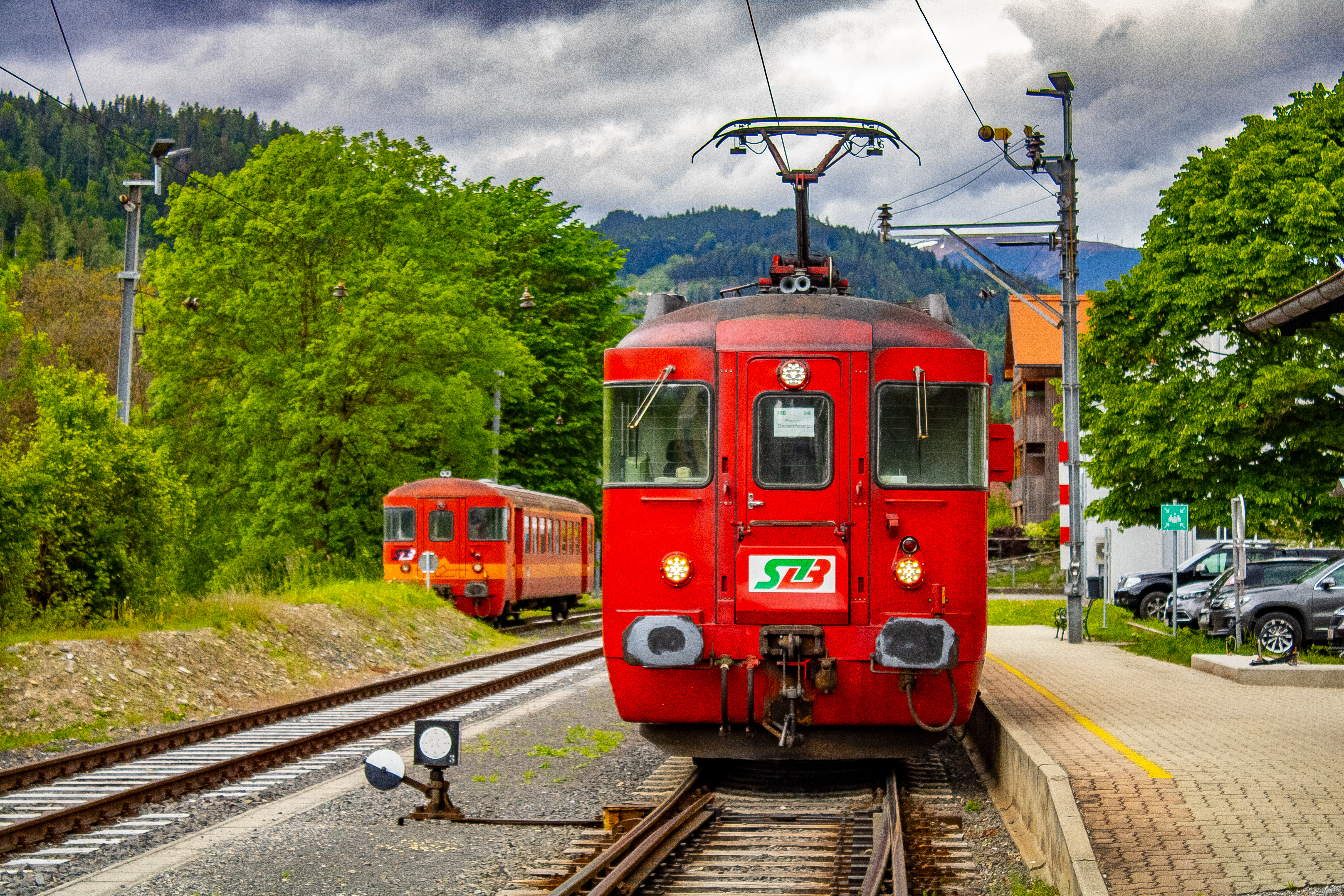
ET 15 & ehemaliger SZU-Steuerwagen im Bahnhof Übelbach

Die Erschließung des Übelbacher Tales mittels Schiene sollte sowohl den starken Güterverkehr zur Guggenbacher Papierfabrik erleichtern als auch ein bequemeres Erreichen der Gleinalpe als Ausflugsziel ermöglichen.
Die Planungen starteten bereits am 2. Februar 1895 durch Edmund Schiller. Er erhielt eine Vorkonzession für eine elektrische Lokalbahn von Peggau über Deutschfeistritz, Waldstein und Übelbach nach Kleintal. Am 20. Dezember 1915 wurde den Herren Johann Edler von Fayrer und Dr. Viktor Baldauf die Konzession zum Bau der Bahnstrecke erteilt.
Wegen der im Tal vorhandenen Pulverfabriken wurde die elektrische Traktion gewählt und als Energielieferant das 1908 in Betrieb gegangene Kraftwerk Peggau.
Die Bahnstrecke, die ursprünglich von der Südbahnstation Stübing ihren Anfang hätte nehmen sollen, wurde von der 1918 gegründeten Aktiengesellschaft Lokalbahn Peggau–Übelbach am 3. September 1919 eröffnet. Durch einen Zusammenstoß mit einem Dampfzug wurde jedoch der Motorwagen beträchtlich beschädigt, sodass der elektrische Betrieb erst im Mai 1920 wieder aufgenommen werden konnte. Die Betriebsführung lag in Händen der Südbahngesellschaft.
Am 1. Jänner 1924 wurde die Betriebsführung durch die BBÖ übernommen. Am 1. Juli wechselte die Betriebsführung auf das Steiermärkische Landeseisenbahnamt. Die Auflösung der Aktiengesellschaft „Lokalbahn Peggau–Übelbach“ und die Übertragung des gesamten Vermögens an das Land Steiermark erfolgte am 30. Juni 1942.
Die Strecke wurde ursprünglich mit 2200 Volt Gleichspannung elektrifiziert, dies war zur Bauzeit die höchste Gleichspannung für Bahnen in Europa und wurde erst später von den 3000-V-Netzen in mehreren Ländern übertroffen. Als 1968 der Abschnitt Bruck an der Mur–Graz der Südbahn elektrifiziert wurde, wurde auch die Strecke nach Übelbach auf das Wechselspannungssystem der ÖBB (15 kV 16⅔ Hz) umgestellt.
Um 1973 gab es konkrete Überlegungen die Übelbacherbahn zur Gänze einzustellen, da es die ersten Planungen für den Bau der Pyhrnautobahn gab. Die Trasse der Übelbacherbahn sollte für den Bau der Straße genützt werden. Schließlich wurde die Planung geändert und der vorgesehene Autobahnknoten verlegt, sodass die Bahn bestehen blieb.
In den 1980er-Jahren sollte die Lokalbahn wegen schwindenden Fahrgastzahlen eingestellt werden, doch dank dem Verein FAHRGAST Graz/Steiermark wurden neue Haltestellen errichtet und somit konnte die Einstellung verhindert werden. Die Bahn fuhr hinterher mit 40 Prozent mehr Fahrgästen.
Das 1919 errichtete Bahnhofsgebäude des Bahnhofs Übelbach steht unter Denkmalschutz (Listeneintrag).
Seit 9. Dezember 2007 ist die Strecke als S11 in die S-Bahn im Großraum Graz eingebunden. Mit der S-Bahn ist in quantitativer als auch in qualitativer Hinsicht eine wesentliche Verbesserung des Verkehrsangebotes eingetreten. Zwischen Übelbach und Graz ist es gelungen, erstmals umsteigefreie Direktzüge zu führen. Am 10. Dezember 2007 fuhr erstmals die S11 von Übelbach direkt nach Graz.
Auf der Strecke Peggau–Übelbach bestand bis 14. Dezember 2009 keine Möglichkeit, in den Haltepunkten entlang der Strecke ohne größeren Zeitaufwand Zugkreuzungen abzuwickeln. Um den Fahrplan ab Dezember 2009 insbesondere in der Frühverkehrsspitze zu verdichten, wurde eine Ausweiche errichtet.
Dafür bot sich besonders die Haltestelle Waldstein an, die ungefähr in der Mitte der Strecke liegt. Das Ausweichgleis wurde komplett neu verlegt und hat nun eine nutzbare Länge von 91 Meter. Der neu gestaltete Mittelbahnsteig hat eine Länge von 70 Meter und bietet ausreichend Platz für den Fahrgastwechsel. Im Zuge der Bauarbeiten wurde die Oberleitung im Bereich der Haltestelle neu errichtet und der neuen Gleislage angepasst.

### Unfälle
Der ET 12 wurde am 4. Mai 1994 bei einem Zusammenstoß mit einem Traktor beschädigt und war anschließend nicht mehr im Einsatz. Im November 1996 erfolgte die Überstellung an den Verein Nostalgiebahnen in Kärnten.
Am 20. November 1995 kollidierte an der ET 13 mit einem LKW der Fensterfabrik Gaulhofer in Guggenbach. Durch die Wucht des Aufpralls wurde der talseitige Führerstand eingedrückt und das gesamte Fahrzeug gestaucht. Da die Erhaltung des Fahrzeuges aufgrund von fehlenden Ersatzteilen schon bisher schwierig war entschied man sich für die Ausmusterung. Im April 1997 erfolgte die Überstellung nach Tschechien. Die Drehgestelle wurden von den Jurabahnen übernommen.
Am 6. Mai 2015 ereignete sich um etwa 10:15 Uhr nahe dem Kreuzungspunkt Waldstein ein schwerer Unfall. Beim Frontalzusammenstoß der Züge 8787 (Peggau-Deutschfeistritz–Übelbach) und 8762 (Übelbach–Peggau-Deutschfeistritz) wurde der Triebfahrzeugführer von Zug 8762 getötet. Eine Reisende wurde lebensgefährlich verletzt und verstarb im Spital, acht weitere Personen, darunter zwei Kinder, wurden verletzt. Die beiden Züge hatten Freigabe bis Waldstein durch den Fahrdienstleiter im Bahnhof Weiz. Dort hätte die Zugkreuzung wie folgt abgewickelt werden müssen: Halt von Zug 8762 vor der Trapeztafel; Einfahrt von Zug 8787; Abgabe des Signals »Kommen« durch Zug 8787; Einfahrt von Zug 8762. Stattdessen fuhr Zug 8762 ohne Halt vor der Trapeztafel in den Bahnhof ein, hielt für einen Fahrgastwechsel und setzte seine Fahrt fort. Etwa 200 Meter östlich von Waldstein kam es zum Zusammenstoß der Triebwagenzüge, die zum Kollisionszeitpunkt eine Geschwindigkeit von 38 bzw. 33 km/h hatten. Die Unfallstelle liegt in einem Gleisbogen, der die gegenseitige Sicht aufeinander verhinderte. Die zulässige Geschwindigkeit an dieser Stelle beträgt 50 km/h. Bei dem Unfall wurden die beiden Stadler GTW der Baureihe 4062 schwer beschädigt. Nach dem Unfall wurden diverse Maßnahmen umgesetzt, u. a. die Ausrüstung des Bahnhofs Waldstein mit 2000-Hz-Magneten und Videoüberwachung sowie diverse optische Hervorhebungen von Zugkreuzungen in Unterlagen des Zugpersonals. Im Zuge der Untersuchung wurden mehrfach Beinahe-Kollisionen in der Vergangenheit erwähnt, welche nicht an die Behörde gemeldet wurden.

## Fahrzeugeinsatz

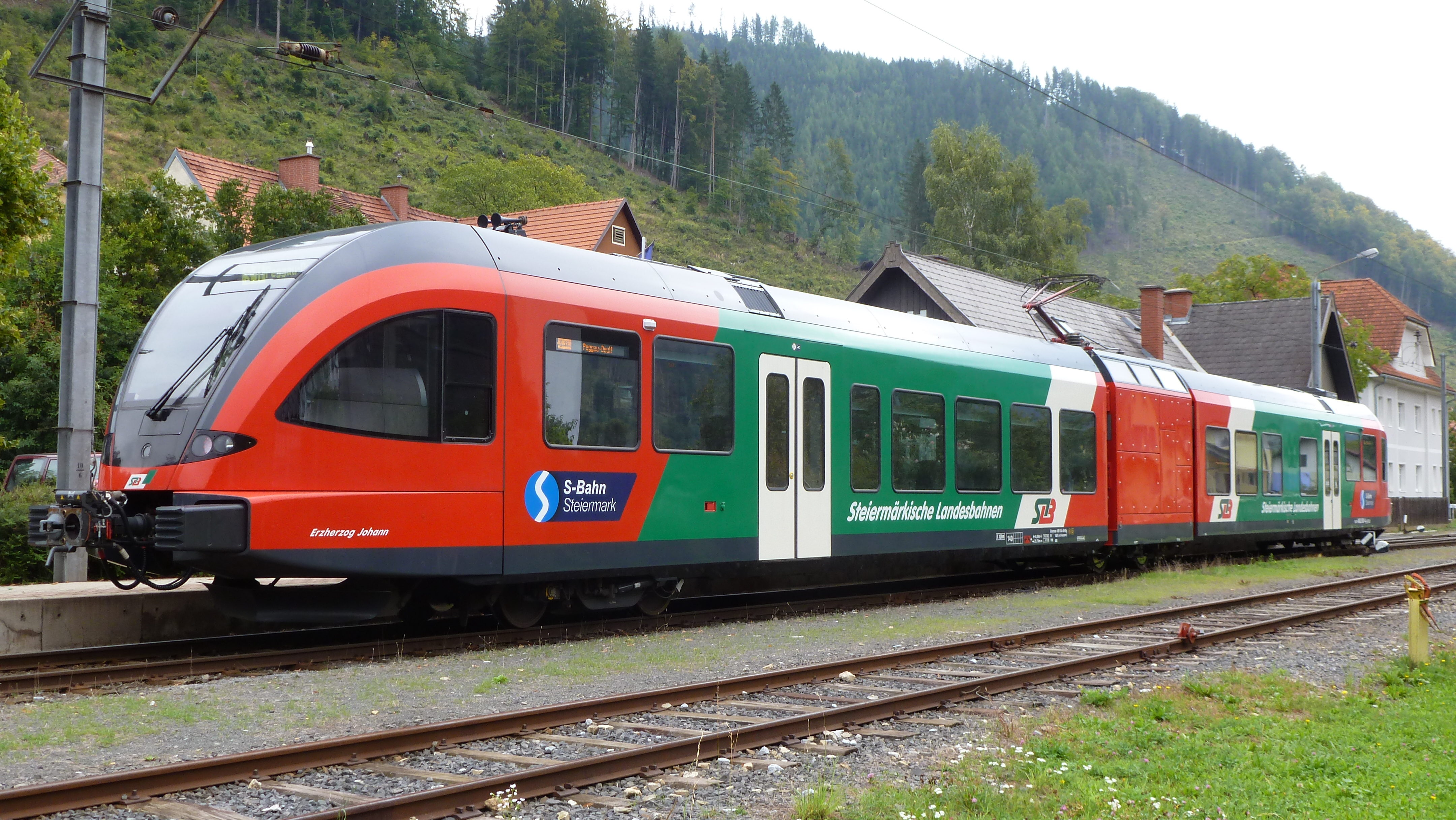
4062 001-4 in Übelbach

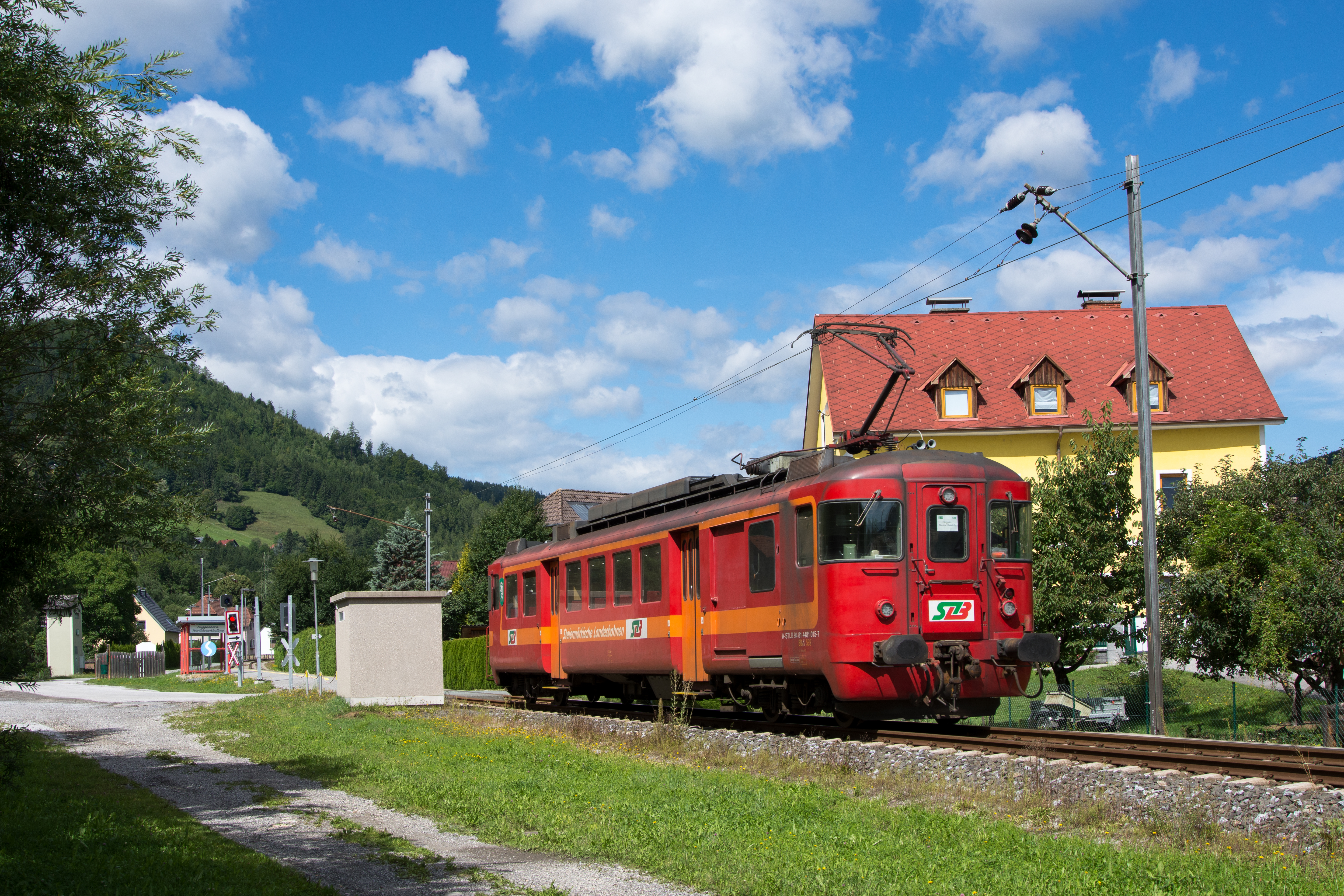
ET15 in Guggenbach (2021)

Für den Betriebsbeginn wurde ein vierachsiger Triebwagen Te 1 bei der Grazer Waggonfabrik und Brown-Boveri beschafft, der jedoch kurz vor der geplanten Eröffnung einen Unfall mit einer Bauzuglok hatte, so dass erst nach der Reparatur die Eröffnung stattfinden konnte. Für den Güterverkehr wurden Dampflokomotiven der Südbahn angemietet. 1928 kam der fast baugleiche Te 2 von denselben Lieferanten hinzu. Diese beiden Fahrzeuge blieben die einzigen Triebfahrzeuge bis zur Umstellung, Te 2 existiert heute noch bei der Museumstramway Mariazell.
Ab der Umstellung auf Wechselspannung (1968) wurden zwei ehemalige ÖBB-Triebwagen der Reihe 4042 (ursprünglich BBÖ ET 11, bei der StLB ET 11 und 12) sowie ein gebrauchter Triebwagen der Schweizerischen Südostbahn (ET 13) eingesetzt.
Für den Personenverkehr standen von 1994/1996 bis 2011 zwei von der SZU (Sihltal–Zürich–Uetliberg) übernommene Triebwagengarnituren (ET 14 und ET 15) zur Verfügung. Kurioserweise befanden sich in den Wagen bis zum Schluss die alten Streckenpläne; es wurde auch nur eine Garnitur auf das Farbschema der STLB umlackiert.
Ab 2007 wurde ein von den ÖBB angemieteter Triebwagen des Typs 4023 eingesetzt, der auch direkte Verbindungen von Übelbach nach Graz ermöglichte.
2009 wurden drei neue elektrische Triebwagen der Reihe 4062 (Typ Stadler GTW 2/6) bestellt und 2011 in Betrieb genommen. Da die ehemaligen SZU-Triebwagen nicht mehr einsatzfähig, die neuen Triebwagen jedoch noch nicht zugelassen waren, gab es im Lauf des Jahres 2011 verschiedene Zwischenlösungen mit Triebwagen der Montafonerbahn und der Linzer Lokalbahn. Einige Züge verkehren von Übelbach über Peggau bis Graz, diese wurden bis November 2011 wegen fehlender Zulassung der GTW für die ÖBB-Strecke mit einem Triebwagen der ÖBB-Reihe 4024 betrieben. Die Triebwagen werden auch im Auftrag der ÖBB für das Regionalexpress-Zugpaar 1990/1997 Graz Hbf – Frohnleiten – Leoben Hbf – Frohnleiten – Graz Hbf eingesetzt.
Seit Mitte 2012 sind fast ausschließlich die neuen 4062 auf der Strecke Peggau–Übelbach unterwegs. Die Garnituren weisen niederflurige Einstiege, klimatisierte Fahrgasträume und eine behindertengerechte Ausstattung auf. Außerdem gibt es bei allen Sitzen Steckdosen für Handys und Laptops sowie Haltewunschtaster. In den hellen Fahrgasträumen mit großen Fenstern stehen pro Zug 97 Sitzplätze zur Verfügung. Die bei einem Unfall am 6. Mai 2015 schwer beschädigten 4062 001 und 4062 002 wurden zunächst in der Remise Übelbach hinterstellt, dann im September/Oktober 2015 zu Stadler Rail zur Reparatur überführt. Aus den Teilen beider Triebwagen wurde der 4062 002 neu aufgebaut, das andere Fahrzeug als Ersatzteilspender zerlegt, so dass heute für den Regelbetrieb zwei GTW zur Verfügung stehen.
Die an der Strecke liegenden Güteranschlussgleise werden mit Diesellokomotiven oder dem seit November 2011 wieder aufgearbeiteten ET 15  bedient.